# Дунайские швабы

Флаг дунайских швабов

Дунайские швабы (нем. Donauschwaben) — общий термин для обозначения немецкоязычного населения бывшего Венгерского королевства, особенно в долине Дуная. Из-за различий в происхождении и развитии их нельзя рассматривать как единый народ.
По приглашению венгерских королей немецкие торговцы и шахтёры с XII века начали переселяться в Венгрию. Хотя в то время уже имелись словацкие немцы и трансильванские саксы, в остальной части королевства немцев тогда было немного.
Первая крупная волна переселенцев пришла в конце XVII века, когда христиане начали теснить турок после Венской битвы. Переселенцев привлекали дворяне, чьи земли были опустошены в результате военных действий, и такие полководцы, как Евгений Савойский и Клаудиус Мерси. Много немцев осело в горах Баконь и Вертеш к северу и западу от озера Балатон, а также в районе города Буда, однако основным районом немецкой колонизации в этот период стала Швабская Турция — треугольник, образованный озером Балатон и реками Драва и Дунай. Также немцы селились в Пече, Сату-Маре и к югу от Мукачево.
После того, как по условиям Пожаревацкого мира Австрия получила Банат, возникли планы заселения новообразованной провинции Темешварский Банат и региона Бачка между реками Дунай и Тиса. Хотя следующая война Австрии с Турцией опять опустошила регион, после её окончания колонизация продолжилась — как благодаря частной инициативе, так и благодаря поддержке государства. Когда в 1740 году Мария Терезия короновалась как «король Венгрии», она стала поощрять интенсивную колонизацию коронных земель, особенно между Тисой и Тимишоарой. Немцам было разрешено сохранять свой язык и свою религию (обычно католичество). Поселенцы постепенно преображали землю: осушались болота между Дунаем и Тисой, отстраивались фермы, прокладывались дороги и каналы; многие дунайские швабы служили на австрийской военной границе. С 1740 по 1790 годы в Венгрию иммигрировало порядка 100 тысяч немцев.
Наполеоновские войны положили конец крупномасштабным переселениям немцев на венгерские земли, но численность населения среди колонистов постепенно возрастала естественным путём. Были образованы «дочерние» колонии в Славонии и Боснии. После образования в 1867 году Австро-Венгрии в Венгрии началась политика мадьяризации, национальные меньшинства (в том числе дунайские швабы) с помощью политических и экономических мер принуждались к переходу на венгерский язык и принятию венгерской культуры.
С 1893 года началось переселение части дунайских швабов в Болгарию, на территорию Врачанской области.

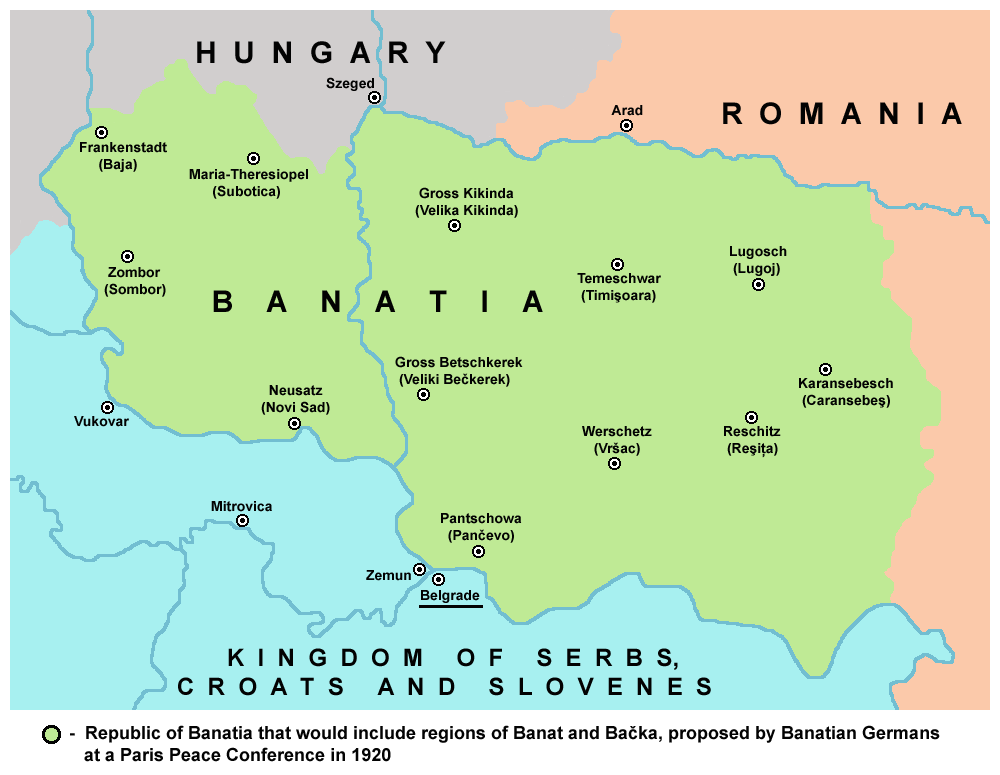
Проект Банатской республики, предложенные банатскими немцами на Парижской мирной конференции в 1920 году

После Первой мировой войны в соответствии с Сен-Жерменским и Трианонским договорами Банат был разделён между Венгрией, Румынией и Королевством сербов, хорватов и словенцев; Бачка была разделена между Венгрией и Королевством сербов, хорватов и словенцев; Сату-Маре отошёл Румынии. Хотя точных цифр неизвестно, общее число дунайских швабов оценивается примерно в один миллион человек в 1935 году, из них 500 тысяч проживало в Венгрии, 450 тысяч в Воеводине (Королевство Югославия), и от 230 до 300 тысяч в румынском Банате (плюс порядка 60 тысяч в районе Сату-Маре).
Среди дунайских швабов были популярны идеи нацизма, и во время германо-итало-венгерского вторжения в Югославию в 1941 году они сыграли роль пятой колонны. К разочарованию местного немецкого населения, регионы Баранья и Бачка были возвращены Венгрии, однако в оккупированной Сербии был образован автономный регион Банат с немецким самоуправлением. Несмотря на то, что установленные на этих территориях марионеточные режимы не имели права призывать на военную службу этнических немцев, огромное количество фольксдойче добровольно вступало в СС и Ваффен-СС: из немцев Баната была сформирована 7-я добровольческая горная дивизия СС «Принц Ойген», а из дунайских швабов Венгрии — 22-я добровольческая кавалерийская дивизия СС «Мария Терезия». Дивизия «Принц Ойген» была задействована для борьбы с югославскими партизанами, и печально прославилась массовыми расправами над мирным населением.

Расселение немцев в Румынии в 1945 году

21 ноября 1944 года Президиум АВНОЮ объявил проживающих на территории Югославии немцев врагами народа. 6 февраля 1945 года был издан закон, в соответствии с которым подлежало конфискации всё находящееся на территории Югославии имущество Третьего Рейха, лиц немецкой национальности (независимо от гражданства) и коллаборационистов. После войны многие немцы в Югославии умерли в концентрационных лагерях, многие из оставшихся в живых были вынуждены покинуть страну; если до войны в Воеводине жило порядка 350 тысяч немцев, то перепись 1958 года зафиксировала лишь 32 тысячи. Немцы из Венгрии были переселены в оккупированную Союзниками Германию. В Румынии немецкое меньшинство преследованиям не подвергалось, но очень многие немцы сами покинули страну по экономическим причинам. Немцы из Болгарии были вывезены в Германию ещё во время войны в рамках политики «Heim ins Reich».